# Мясникова (Курганская область)
Мясникова — деревня в Белозерском районе Курганской области. Входит в состав Вагинского сельсовета.

## История
До 1917 года входила в состав Усть-Суерской волости Курганского уезда Тобольской губернии. По данным на 1926 год состояла из 106 хозяйств. В административном отношении входила в состав Вагинского сельсовета Белозерского района Курганского округа Уральской области.

## Население
| 1782 | 1868 | 1912 | 1926 | 1989 | 2002 | 2010 |
| ---- | ---- | ---- | ---- | ---- | ---- | ---- |
| 110  | ↗218 | ↗464 | ↗487 | ↘293 | ↘280 | ↘196 |

По данным переписи 1926 года в деревне проживало 487 человек (216 мужчин и 271 женщина), в том числе: русские составляли 95 % населения, белоруссы — 4 %.